# 12595 Amandashaw
12595 Amandashaw este un asteroid din centura principală de asteroizi.

## Descriere
12595 Amandashaw este un asteroid din centura principală de asteroizi. A fost descoperit pe 9 septembrie 1999 la Socorro, New Mexico, în cadrul proiectului LINEAR. Asteroidul prezintă o orbită caracterizată de o semiaxă mare de 2,28 ua, o excentricitate de 0,17 și o înclinație de 3,2° în raport cu ecliptica.